# آیرونی سینگلتون
آیرونی سینگلتون (به انگلیسی: IronE Singleton) (زاده ۱۹۷۵) بازیگر آمریکایی است.
از فیلم‌های معروف او می‌توان به بازی در فیلم در جستجوی عدالت، مردگان متحرک، بلیت بخت‌آزمایی, نقطه کور و تایتنز را به یاد آور اشاره کرد.